# Public Relations Global Network
Public Relations Global Network (PRGN), é uma rede internacional de agências relações públicas independentes, fundada em 1992 em Phoenix, Arizona, Estados Unidos. Com mais de 50 agências, a rede opera em mais de 30 países ao redor do mundo e assessora mais de mil clientes em seis continentes. A rede foi registrada no estado de Delaware em 2003.

## História
Em 1992, a rede PRGN foi fundada em Phoenix, Arizona, sob o nome de The Phoenix Network (na época os membros eram apenas agências que operavam nos Estados Unidos). Entre 2001 e 2002, juntou-se às primeiras agências europeias (da França, da Alemanha e do Reino Unido). Em 2002, a rede foi renomeada para Public Relations Global Network (PRGN).
Em 2015, identificou 45 agências membros operando em 6 continentes e em 2017 chegou a 50 agências. Em 2013, a PRGN adicionou à sua rede de associados a Global Press, com sede em Lisboa. Em 2021, a PRGN também passou a ser representada em Goiânia, São Paulo e Rio de Janeiro pela agência Race Comunicação.